# N-Nitrosodiphenylamin
N-Nitrosodiphenylamin ist eine chemische Verbindung aus der Gruppe der Nitrosamine.

## Gewinnung und Darstellung
N-Nitrosodiphenylamin kann durch Reaktion von salpetriger Säure mit Diphenylamin gewonnen werden.

## Eigenschaften
N-Nitrosodiphenylamin ist ein brennbarer, schwer entzündbarer, kristalliner, grüner Feststoff, der sehr schwer löslich in Wasser ist. Die mittels DSC bestimmte Zersetzungswärme beträgt −129 kJ·mol−1 bzw. −650 kJ·kg−1.

## Verwendung
N-Nitrosodiphenylamin wird zur Wärmestabilisierung von Kunststoffen verwendet.

## Sicherheitshinweise
N-Nitrosodiphenylamin führt nach oraler Gabe bei männlichen und weiblichen Ratten zu Übergangszellkarzinomen der Harnblase und bei männlichen Ratten zu Fibromen der Haut und des Unterhautgewebes. Bei Mäusen werden diese Tumoren nicht beobachtet.